# Cratere Moigno
Moigno è un cratere lunare di 36,83 km situato nella parte nord-orientale della faccia visibile della Luna.